# Clinton (condado de Rock, Wisconsin)
Clinton es un pueblo ubicado en el condado de Rock en el estado estadounidense de Wisconsin. En el Censo de 2010 tenía una población de 930 habitantes y una densidad poblacional de 10,16 personas por km².

## Geografía
Clinton se encuentra ubicado en las coordenadas 42°32′11″N 88°50′50″O / 42.53639, -88.84722. Según la Oficina del Censo de los Estados Unidos, Clinton tiene una superficie total de 91.49 km², de la cual 91.44 km² corresponden a tierra firme y (0.06%) 0.05 km² es agua.

## Demografía
Según el censo de 2010, había 930 personas residiendo en Clinton. La densidad de población era de 10,16 hab./km². De los 930 habitantes, Clinton estaba compuesto por el 95.59% blancos, el 0.65% eran afroamericanos, el 0% eran amerindios, el 0.43% eran asiáticos, el 0% eran isleños del Pacífico, el 3.12% eran de otras razas y el 0.22% pertenecían a dos o más razas. Del total de la población el 4.3% eran hispanos o latinos de cualquier raza.